# Melanthios von Rhodos
Melanthios von Rhodos (altgriechisch Μελάνθιος Ῥόδιος Melánthios Rhódios) war ein griechischer Philosoph und erfolgreicher Tragödiendichter im Zeitalter des Hellenismus. Er lebte um die Mitte des 2. Jahrhunderts v. Chr. und gehörte der Platonischen Akademie an.
Laut der Chronika des Zeitgenossen Apollodor von Athen, deren entsprechende Stelle im Index Academicorum des Philodemos von Gadara erhalten ist, tat sich Melanthios zunächst als Tragödiendichter hervor und errang einen Sieg in einem musischen Wettbewerb. Der einzig erhaltene Vers seines dichterischen Schaffens – ein Trimeter – ist gleich fünfmal von mehreren Autoren überliefert. Erst studierte er in Alexandria bei dem Philologen Aristarchos von Samothrake, dann erhielt er in Athen eine philosophische Ausbildung bei Karneades, dem Scholarchen der Platonischen Akademie, und wurde einer von dessen herausragenden Schülern. Er besaß ein Gartengrundstück unweit der Akademie und war sehr wohlhabend. Cicero rühmt die Liebenswürdigkeit (suavitas) des Melanthios. Als sein Schüler wird Aischines von Neapolis erwähnt.